# Ruota libera Campagnolo
La ruota libera prodotta dalla Campagnolo negli anni ottanta è stato uno dei componenti per bici da corsa in cui la casa vicentina ha raggiunto altissimi livelli per quanto riguarda estetica, funzionalità e meccanica.
Si tratta di una ruota libera per bici da corsa a sei velocità, interamente realizzata in alluminio (in particolare la lega denominata commercialmente ergal), dal peso molto inferiore ai componenti fino ad allora utilizzati. Inoltre veniva fornita la possibilità di intercambiare gli ingranggi, personalizzandola per ogni evenienza. Vennero infatti prodotti pignoni di ogni misura dai 12 ai 28 denti.
Tale ruota libera fu la risposta alle innovazioni che la ditta giapponese Shimano aveva introdotto in quel periodo, in particolare al mozzo a cassetta e al sistema SIS, che permetteva una cambiata con un manettino indicizzato e non più a frizione.
Mentre la casa nipponica si cimentava in sperimentazioni e innovazioni di prodotto che portarono a grossi risultati di mercato, Campagnolo preferì lanciare un prodotto che seguiva la tradizione, senza proporre nulla di nuovo, raggiungendo però risultati eccezionali nel campo dello sviluppo dei materiali e della meccanica.
La ruota libera Campagnolo è oggi un oggetto molto richiesto fra i collezionisti, acquisendo anche un discreto valore economico.